# Langues barito occidentales
Pour les articles homonymes, voir Barito (homonymie).
Les langues barito occidentales sont un sous-groupe de langues de la branche malayo-polynésienne des langues austronésiennes.
Elles sont parlées sur l'île de Bornéo, dans le Kalimantan, en Indonésie.

## Classification
La classification du barito occidental reste discutée. Ces langues sont souvent présentées comme étant apparentées aux autres groupes de langues barito de l'île de Bornéo et formant un groupe grand barito.
Cette parenté entre les groupes barito est rejetée par Ross et Adelaar. Pour ces deux linguistes, les langues barito occidentales forment un sous-groupe des langues malayo-polynésiennes occidentales.
Blust exclut les langues barito de son groupe bornéo du Nord, ainsi que d'autres groupes présents sur l'île, les langues dayak des terres et les langues kayaniques.

## Liste des langues
Les langues barito occidentales sont :
- langues du Nord  
  - kohin
  - ot danum
  - siang
- langues du Sud
  - bakumpai
  - ngaju dayak

### Sources bibliographiques
- (en) Adelaar, Alexander, The Austronesian Languages of Asia and Madagascar: A Historical Perspective, The Austronesian Languages of Asia and Madagascar, pp. 1-42, Routledge Language Family Series, Londres, Routledge, 2005,  (ISBN 0-7007-1286-0)